# Sydney Emanuel Mudd (1858–1911)
Sydney Emanuel Mudd (ur. 12 lutego 1858, zm. 21 października 1911) – amerykański polityk związany z Partią Republikańską. W dwóch różnych okresach, najpierw w latach 1890–1891 i ponownie w latach 1897–1911, był przedstawicielem piątego okręgu wyborczego w stanie Maryland w Izbie Reprezentantów Stanów Zjednoczonych.
Jego syn, także Sydney Emanuel Mudd, również był przedstawicielem piątego okręgu wyborczego w stanie Maryland w Izbie Reprezentantów Stanów Zjednoczonych.